# Triệu Đề
Triệu Đề là một xã thuộc huyện Lập Thạch, tỉnh Vĩnh Phúc, Việt Nam.
Xã có diện tích 5,83 km², dân số năm 1999 là 6985 người, mật độ dân số đạt 1198 người/km².